# Bundesherrenfehde
Die Bundesherrenfehde war ein jahrelanger, für die Dörfer der Gegend verheerender und für eine Anzahl der beteiligten Ritter tödlicher Kleinkrieg von 1440 bis 1454 innerhalb der Ritterschaft von Niederhessen und Waldeck.  Der Streit begann schon um 1440, eskalierte über Jahre, und wurde erst im Dezember 1454 endgültig beigelegt.  Hauptantagonisten waren einerseits Werner von Elben, der Markmeister der Elber Mark bei Naumburg, dessen Verbündete sich „Bundesherren“ nannten, und andererseits die für ihre Fehdelust berüchtigten Reinhard von Dalwigk und dessen Neffe Friedrich IV. von Hertingshausen, die auf den benachbarten mainzischen Burgen Naumburg und Weidelsburg saßen. Reinhard von Dalwigk, genannt „der Ungeborene“, da er durch Kaiserschnitt zur Welt gekommen war, war mainzischer Erbburgmann auf der Schauenburg und (als ehemaliger Vormund des 1405 noch unmündigen Friedrich von Hertingshausen) Amtmann auf der Weidelsburg.  Friedrich von Hertingshausen (der Jüngere) hielt die ihm verpfändete Burg in Naumburg.

## Beginn der Fehde
Der Streit begann 1440, als Reinhard von Dalwigk und Friedrich von Hertingshausen wiederholt wegen Waldnutzungsrechten in der Elber Mark, der Gegend um das heutige Elbenberg, mit Werner von Elben in Konflikt gerieten. Erst ein von Landgraf Ludwig I. von Hessen und dem Grafen Johann II. von Ziegenhain im November 1440 in Obermöllrich einberufenes Schiedsgericht konnte auf der Basis eines Weistums diesen Streit schließlich durch Schiedsspruch am 13. März 1441 beenden.
Dennoch schwelte der Konflikt zwischen Dalwigk und Hertingshausen einerseits und Werner von Elben andererseits weiter und weitete sich auf andere Rittergeschlechter der Gegend aus, wobei sich Dalwigk und Hertingshausen wiederholt als Unruhestifter hervortaten. So gelang es Landgraf Ludwig erst im Jahre 1442, einen seit 1430 andauernden Streit zwischen Dalwigk, den Herren von Grifte und den Hund von Kirchberg wegen der Güter der ausgestorbenen Hund von Holzhausen zu schlichten. Die Hund behielten Kirchberg und den größten Teil von Holzhausen, Dalwigk bekam einen Anteil an der Burg Falkenstein. Auch mit der benachbarten Stadt Wolfhagen legten sich Dalwigk und Hertingshausen an, indem sie Ansprüche auf das Dorf Bründersen und die damaligen Wüstungen Ippinghausen und Zabenhausen stellten, die der Landgraf abwehren musste, indem er Dalwigk und Hertingshausen zwar mit dem Gericht, Diensten und Gefällen in Ippinghausen und Zabenhausen belehnte, dabei jedoch den Besitzstand der Stadt Wolfhagen unberührt ließ.
Zweimal, 1443 und 1448, wurden Dalwigk und Hertingshausen, nachdem sie mehrfach Dörfer verwüstet oder gar niedergebrannt hatten – so zum Beispiel 1443 das dem Kloster Merxhausen gehörende Dorf Berningshausen und das Dorf Ermetheis bei Niedenstein – als Landfriedensbrecher auf der Weidelsburg durch Truppen des Landgrafen und des Erzbischofs Dietrich von Mainz belagert, zur Unterwerfung gezwungen und durch Entzug von Lehen bestraft, ohne dass dies jedoch zu dauerhaftem Frieden führte.

## Die blutige Phase
Ein erneuter Zehntstreit zwischen Dalwigk und Hertingshausen auf der einen Seite und Werner von Elben auf der anderen und beleidigende Reden Hermann Hunds über Reinhard von Dalwigk brachte die Feindseligkeiten zum Siedepunkt. Landgraf Ludwig und Graf Johann II. von Ziegenhain versuchten bei einem Gerichtstag in Homberg, die Sache zu schlichten, aber ohne Erfolg, obwohl beide Seiten nach alter Sitte an einem Freitagmorgen vor Sonnenaufgang eine Sühne beschworen. Stattdessen reichten Dalwigk und Hertingshausen am 24. Juni 1450 beim Propst des Stifts Fritzlar, als Vertreter ihres Mainzer Lehnsherrn, eine Klage gegen Werner von Elben ein, da dieser sich 3/8 des Zehnten zu Wellen im Edertal angeblich zu Unrecht angeeignet habe. Ein Schiedsspruch von Hermann II. Riedesel, hessischer Erbmarschall und gewählter Obmann des Schiedsgerichts, stellte keine der beiden Seiten zufrieden, und es kam zur offenen Fehde.
Beide Seiten sicherten sich zahlreiche Verbündete unter der Ritterschaft Niederhessens: 
- Auf der Seite Werners von Elben und seiner Söhne Werner, Thilo, Heimerad und Dietrich standen Hermann Hund und sein Sohn Otto, Heinrich V. von Gudenberg, Hermann und Heinrich von Grifte, Henne von Wehren, Bernhard von Herzenrode, Johann von Gilsa, Hans von Born, Heinrich Schenk zu Schweinsberg, die Ritter von Falkenberg, von Holzheim, von Wallenstein und andere.  Sie nannten sich „Bundesherren“.
- Reinhard von Dalwigk und Friedrich von Hertingshausen hatten auf ihrer Seite Johann von Meysenbug (Marschall und Rat des Landgrafen, Freischöffe der heimlichen heiligen Gerichte, der das Dorf Riede von den Herren von Wehren gekauft und darauf ein Burglehen erhalten hatte), Heinrich von Löwenstein, Henne von Urff, Hermann von der Rabenau, Gerd von Melschede und Eberhard von Dernbach.

Die Fehde wurde, wie üblich, vor allem auf dem Rücken der Landbevölkerung ausgetragen, da man sich gegenseitig wirtschaftlichen Schaden zuzufügen suchte und jeder Raubzug die Gegenseite zu ähnlichen Rachezügen veranlasste. Felder wurden verwüstet, Vieh weggetrieben, Dörfer geplündert und niedergebrannt. Es kam aber auch zu einigen blutigen Gefechten, so bei Dorla und bei Elben, in denen mehrere der Streithähne ihr Leben verloren und andere Gefangene der Gegenseite wurden.
So wurde im Jahre 1451 die in der Nähe des Friedrich von Hertingshausen gehörenden Dorfes Beltershausen gelegene Burg Beltershausen, von Bernhard von Herzenrode erbaut und nun im Besitz des hessischen Ministerialen Ludwig von Wildungen, durch Dalwigk und Hertingshausen zerstört. Meysenbug verwüstete die Gegend um Elbenberg. Alle Versuche des Landgrafen, seiner Söhne, seines Neffen Herzog Heinrich von Braunschweig-Lüneburg und des Grafen Wolrad von Waldeck, den Landfrieden wiederherzustellen, waren fruchtlos.
1453 kam es am Riedweg bei Elben zu einem Kampf zwischen Friedrich von Hertingshausen einerseits und Werner von Elben, Heinrich von Grifte und Otto Hund andererseits. Friedrich von Hertingshausen wurde dabei mit einem Rennspieß in den Oberschenkel gestochen. Er fiel vom Pferd und wurde mit einigen seiner Knechte gefangen genommen. Es wurde später mancherorts berichtet, Friedrichs Bein sei amputiert worden, aber zeitgenössische Quellen berichten zumeist nur, dass er später schwer gelähmt war. (An der Stelle des Gefechts stand später ein Steinkreuz. Heute steht es auf der gegenüberliegenden Straßenseite, an der Abzweigung von der Straße Naumburg-Fritzlar nach Elbenberg.)
Danach wurden die Auseinandersetzungen zunehmend gewalttätiger. Landgraf Ludwig tagte wiederholt in Gudensberg, um dem Treiben ein Ende zu machen, ohne jedoch Erfolg zu haben. Am 29. April 1454 überfiel Johann von Meysenbug mit seinen Leuten das Dorf Obervorschütz, das Werner von Elben als landgräflich-hessisches Lehen innehatte, und brannte es nieder. Am 8. Juni 1454 wurden Hermann Hund, Heinrich Schenck zu Schweinsberg, Hans von Born, Heinrich von Wallenstein und Heinrich/Henne von Grifte in der Nähe von Dorla von Johann von Meysenbug und dessen Leuten überfallen und erschlagen. Reinhard von Dalwigk mag bei dem Überfall beteiligt gewesen sein, aber dies ist nicht bewiesen. Am 19. November 1454 wurde das zu dieser Zeit zu drei Vierteln im Lehensbesitz der Brüder Hermann und Otto Hund befindliche Dorf Holzhausen am Hahn mitsamt seiner Kirche von Johann von Meysenbug und seinen Leuten niedergebrannt. Otto Hund wurde von seinen Gegnern gefangen genommen.

## Beendigung
Erst gegen Ende 1454 gelang es dem Landgrafen, eine Sühne zwischen den Parteien herbeizuführen. Beide Seiten ließen ihre Gefangenen frei, und Friedrich von Hertingshausen wurde für seine Verletzung entschädigt. Die von den Bundesherren beanspruchten Zehnten zu Elben, Stockhausen, der Wüstung Todenhausen und zu Beltershausen wurden Reinhard von Dalwigk und Friedrich von Hertingshausen zugesprochen, da diese schon ihren Vorfahren zugestanden hatten. Die anderen Streitpunkte wurden an andere Instanzen zur Entscheidung verwiesen. Am 3. Dezember 1454 vermittelten Landgraf Ludwig I. und Graf Wolrad I. von Waldeck schließlich einen dauerhaften Vergleich. Reinhard von Dalwigk, Friedrich von Hertingshausen, Johann von Meysenbug, Henne von Urff, Wilhelm von Meysenbug, Hermann von der Rabenau, Gerd von Melschede und Eberhard von Dernbach unterzeichneten noch am gleichen Tag einen Sühnebrief für Werner von Elben, dessen Söhne und Heinrich von Grifte. Damit war die Fehde beendet.